# BIMU-8
BIMU-8 je lek koji deluje kao selektivni agonist 5-4 receptora. BIMU-8 je bio jedno od prvih jedinjenja u oboj klasi. Ovaj ligand povišava brzinu respiracije.

## Upotreba
doziran u kombinaciji sa opioidnim analgeticima sprečava opasnu hipoventilaciju, koja se javlja kad se opioidi koriste u ekcesivnim dozama. BIMU-8 nema uticaja na opijatno suzbijanje bola. Ispitivanja na pacovima su pokazala da je BIMU-8 efektivan u sprečavanju hipoventilacije izazvane potentnim opioidom fentanilom, koji je uzrokovao znatni broj smrtnih slučajeva kod ljudi. Klinička ispitivanja BIMU-8 još nisu sprovedena.

## Druge aktivnosti
Kao i nekoliko drugih  liganda, za BIMU-8 je nađeno da ima znatan afinitet za sigma receptore. On deluje kao antagonist σ2 receptora.

## Spoljašnje veze
|  | Molimo Vas, obratite pažnju na važno upozorenje u vezi sa temama iz oblasti medicine (zdravlja). |